# Friedrich Ratzel

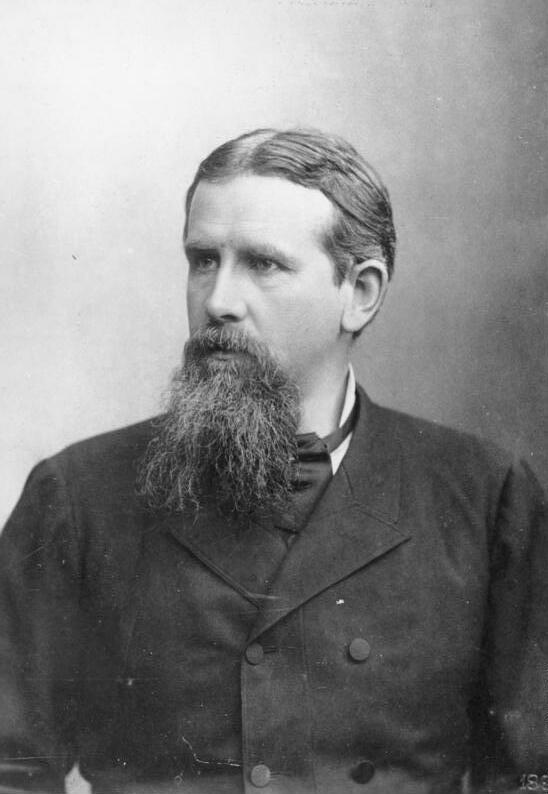
Friedrich Ratzel

Friedrich Ratzel (* 30. August 1844 in Karlsruhe; † 9. August 1904 in Ammerland am Starnberger See) war ein deutscher Zoologe und Geograph. Er gilt gemeinhin als Begründer der Anthropogeographie, des Diffusionismus und der Politischen Geographie sowie auch als einflussreicher Wegbereiter der Geopolitik.

## Leben

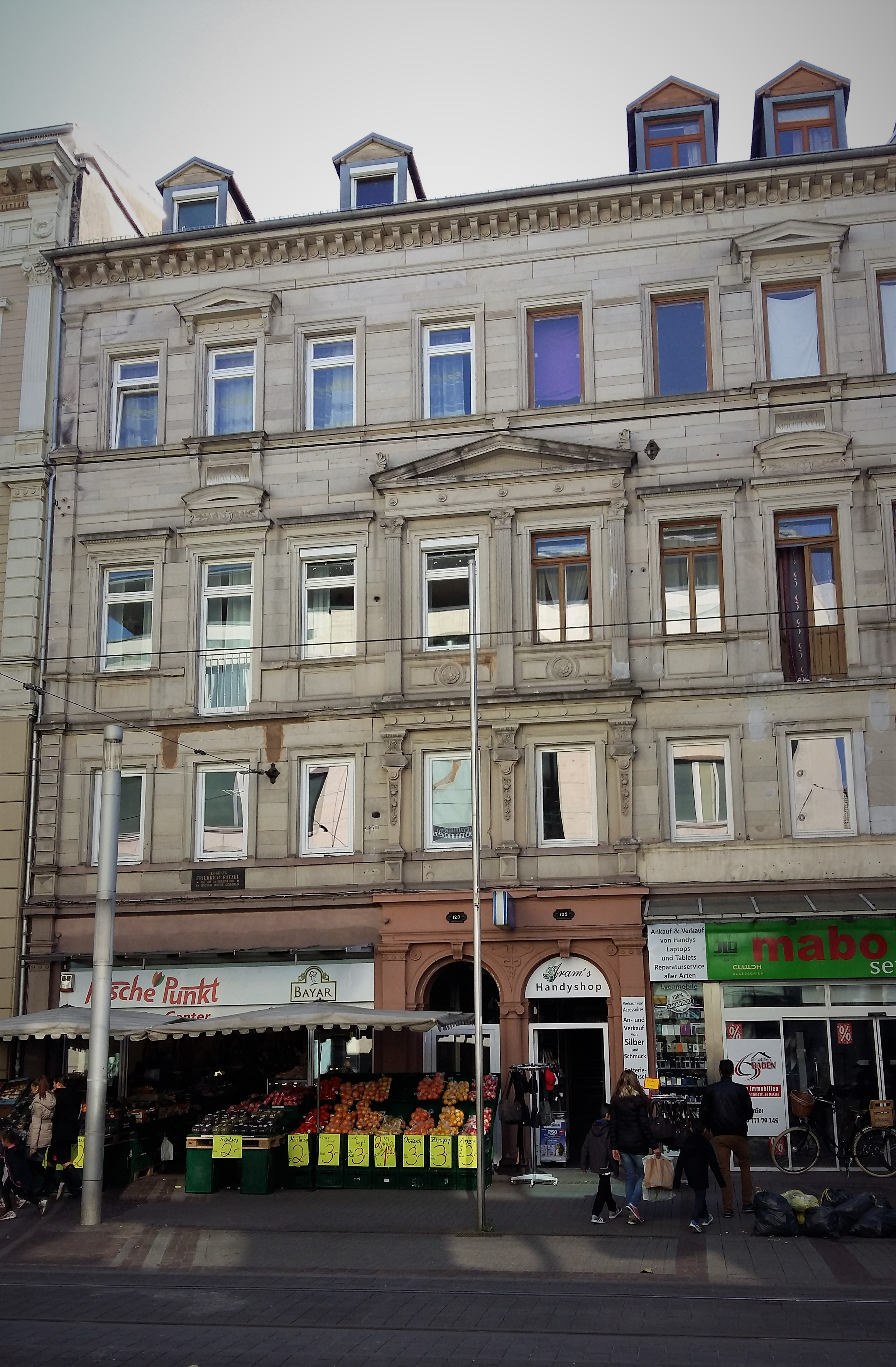
Geburtshaus Ratzels in Karlsruhe (links)

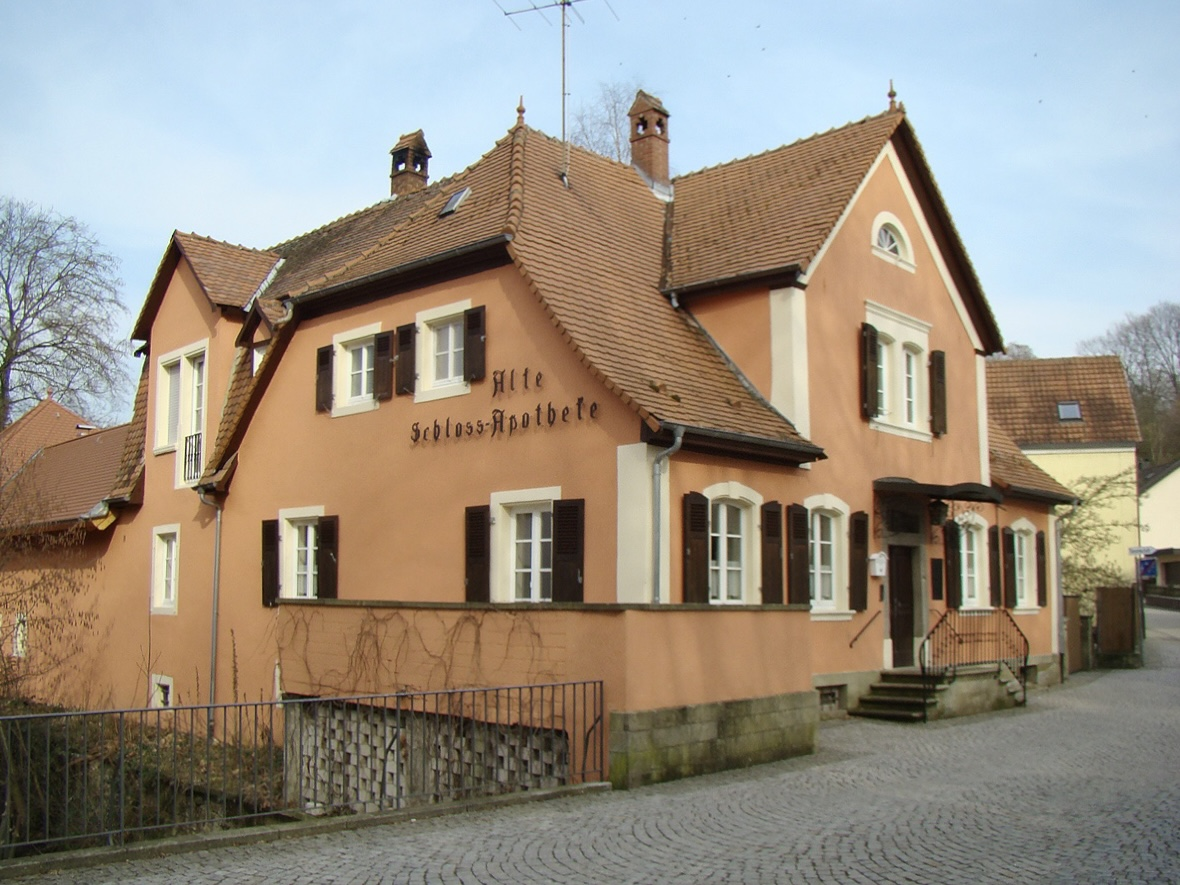
In der Schloss-Apotheke in Eichtersheim verbrachte Ratzel seine Lehrjahre

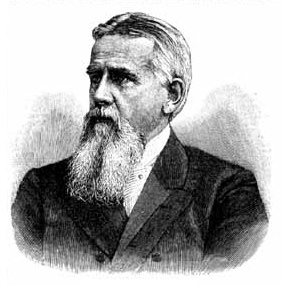
Friedrich Ratzel

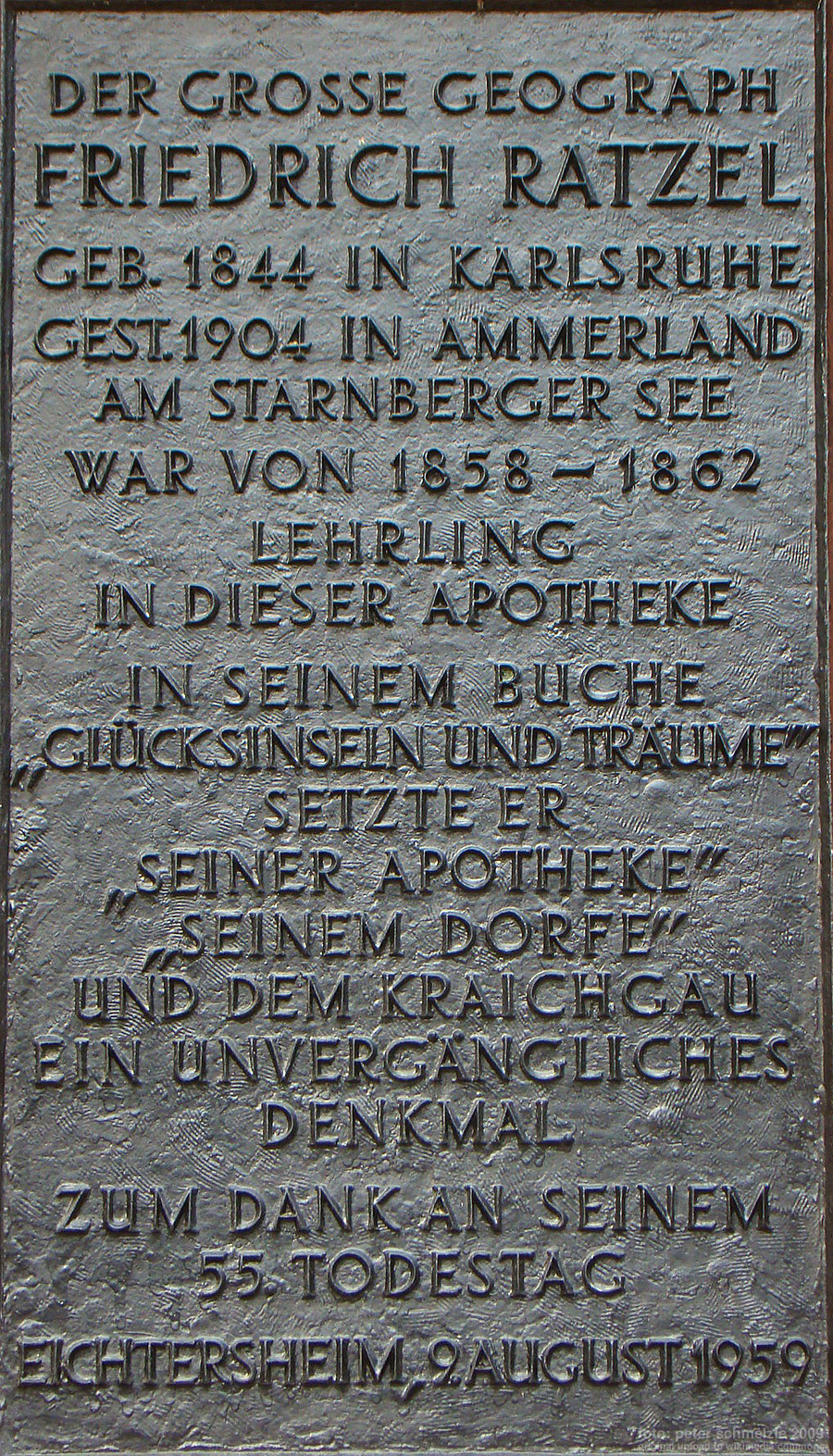
Gedenktafel an der Schloss-Apotheke in Eichtersheim

Friedrich Ratzel war das jüngste von vier Kindern seines Vaters Carl Ratzel, der als Kammerdiener am Hof des Karlsruher Markgrafen diente. Behütet und sorgenfrei wuchs er in der Hofbeamtenfamilie auf. Nach Beendigung der Schulzeit begann er in Eichtersheim eine Ausbildung zum Apotheker. Nachdem er 1863 seine pharmazeutische Prüfung abgelegt hatte, arbeitete er einige Jahre als Apothekergehilfe. Zu diesem Zeitpunkt wuchs sein Interesse am naturwissenschaftlichen und philologischen Studium. Er studierte schließlich im Alter von 21 Jahren Geologie und Zoologie in Heidelberg, Jena, und Berlin. 1868 wurde er an der Universität Heidelberg im Fach Zoologie promoviert.
Geldmangel zwang ihn schließlich, von einem seiner Reiseziele in Südfrankreich seine Reisebriefe Mittelmeer an die Kölnische Zeitung zu senden. Ratzels Reiseberichte wurden von der Leserschaft der Zeitung gut aufgenommen und so wurde er fest angestellt. Er unternahm weitere Studienreisen nach Italien, Kuba, Mexiko, Ungarn und in die USA.
1871 ging Friedrich Ratzel an die Technische Hochschule München, um seine naturwissenschaftlichen Studien fortzuführen. Die Geographie gewann für ihn immer größere Bedeutung.
1875 schloss Ratzel seine Reisen ab und begann an der Technischen Hochschule München als Privatdozent für Geographie.
Ein Jahr später erhielt er eine außerordentliche Professur in Geographie. Während seiner Tätigkeit in München veröffentlichte er unter anderem seine Werke Die Erde in 24 gemeinverständlichen Vorträgen über allgemeine Erdkunde (1881) und Die Vereinigten Staaten von Amerika (2 Bände, 1878–1880). Seine Werke waren der Beginn der Anthropogeographie als eigene Fachrichtung.
1877 heiratete Friedrich Ratzel eine Reisebekanntschaft aus England, Marie Wingens. 1879 und 1881 wurden seine Töchter Hedwig und Lila geboren. Im Jahr 1883 wurde er zum Mitglied der Deutschen Akademie der Naturforscher Leopoldina und 1885 zum korrespondierenden Mitglied der Bayerischen Akademie der Wissenschaften gewählt. Im Dezember 1886 wurde er als ordentliches Mitglied in die Königlich Sächsische Gesellschaft der Wissenschaften aufgenommen.
1886 wurde Friedrich Ratzel an die Universität Leipzig berufen. Er erhielt den Lehrstuhl für Geographie, der durch das Ausscheiden von Ferdinand von Richthofen zur Verfügung stand. Während der nächsten 18 Jahre sollte Ratzel in Leipzig forschen und arbeiten. Einflussreiche Freunde fand er im Nationalökonomen und Historiker Wilhelm Roscher, dem Chemiker Wilhelm Ostwald und dem Psychologen und Philosophen Wilhelm Wundt. Er setzte sich für die Vergrößerung der Bibliothek und die Ausdehnung des Seminarbetriebes ein. Aufgrund seiner Beliebtheit bei der Studentenschaft stieg die Zahl der Hörer seiner geographischen Vorlesungen rasch an. Er war Mitglied in mehreren Geographischen Gesellschaften sowie im Vorstand der Leipziger Sektion der Deutschen Kolonialgesellschaft. Er engagierte sich auch im „Alldeutschen Verband“ und im „Verein für Flottenpolitik“. In einer Studie von 1901 prägte er den Begriff „Lebensraum“, den sich später die Nationalsozialisten zu Eigen machten.
Noch während der Ausübung seiner wissenschaftlichen Arbeit und Lehrtätigkeit verstarb Friedrich Ratzel kurz vor seinem 60. Geburtstag am 9. August 1904 während seines Sommerurlaubes in Ammerland am Starnberger See. An seinem Geburtshaus in Karlsruhe (heute Kaiserstraße 123) wurde 1927 eine Gedenktafel angebracht. Ein umfangreicher Teil seines wissenschaftlichen Nachlasses befindet sich im Archiv für Geographie des Leibniz-Instituts für Länderkunde in Leipzig.

## Bedeutung
Ratzel gilt gemeinhin als Begründer der Anthropogeographie und der Politischen Geographie. Das ist insofern richtig, als er mit seinen Schriften dem Feld der Anthropo- oder Humangeographie eine große, auch internationale Aufmerksamkeit verschaffte. Aber weder hatte er die Begriffe „Anthropogeographie“ oder „Politische Geographie“ geprägt oder in Umlauf gebracht – beide waren bereits seit den 1840er Jahren in Gebrauch –, noch betrat Ratzel mit seinen diesbezüglichen Ideen eigentliches Neuland. Vielmehr gingen seinem Werk die Arbeiten von Wilhelm Butte, Johann Georg Kohl und insbesondere Hermann Schaaffhausen voraus, die alle in einer oder mehreren Schriften die Wechselwirkungen zwischen Erde, Natur und Mensch ausführlich thematisiert und dabei auch die menschlichen Kulturleistungen oder auch das menschliche Wesen in geographische Überlegungen einbezogen hatten; von Anfang an bestanden auch enge Beziehungen zu Rassentheorien und zur noch ganz jungen Evolutionslehre Darwins.
Die Beschreibung der Wechselwirkungen zwischen Natur und Mensch sah Ratzel als zentrale Aufgabe der Anthropogeographie an. Dadurch erhoffte er sich das Verständnis größerer Zusammenhänge und Gesetzmäßigkeiten. Ratzel ging von der Einheit der Menschheit aus:

„So weit die Erde für den Menschen bewohnbar ist, finden wir also Völker, die Glieder einer und derselben Menschheit sind. Die Einheit des Menschengeschlechts ist also das tellurische oder planetarische Merkmal, das der höchsten Stufe der Schöpfung ausgeprägt ist. Es gibt nur eine einzige Menschenart, deren Abwandlungen zahlreich, aber gering von Betrag sind.“

Als einer der wichtigsten Wegbereiter der Geopolitik in Deutschland orientierte sich Ratzel stark an der Evolutionstheorie Charles Darwins und dem Sozialdarwinismus; sowie ebenso an einer „Kulturklimatologie“, die seit der Antike Zusammenhänge zwischen menschlichen Eigenschaften und Klimazonen herstellte. Für die Beschreibung der Entwicklung von Staaten lehnte er sich an biologistische Begrifflichkeiten an; den Staat verglich Ratzel mit einem biologischen Organismus. Wachstum (und Schrumpfen) von Staaten erklärte er mit dem „Gesetz der wachsenden Räume“ und verknüpfte es – allerdings irreführend – mit Darwins „Kampf ums Dasein“. Kriege waren für ihn das „rasch verlaufende Experiment“, das über die Zukunft der Völker und ihre Rolle in der Geschichte entschied.
Diese Ideen von Ratzel, die später von zahlreichen Geographen weiterentwickelt und von Karl Haushofer instrumentalisiert wurden, gelten als wichtiger Impuls für die „Lebensraum“-Ideologie im Nationalsozialismus. 

## Werke
- Die Vereinigten Staaten von Amerika. 1878–1880.
- Anthropogeographie. Die geographische Verbreitung des Menschen. 1882–1891.
- Völkerkunde. 3 Bände, Bibliographisches Institut, Leipzig 1885–1901 (Band 1, Band 2 und Band 3 im Internet Archive).
- Politische Geographie, R. Oldenbourg, München und Leipzig 1897.
  - Neudruck der 3. Auflage von 1923, Zeller, Osnabrück 1974, ISBN 3-7648-0562-5.
- Deutschland. Einführung in die Heimatkunde. 1898.
- Der Lebensraum. Eine biogeographische Studie. Sonderausgabe. Unveränderter reprografischer Nachdruck. Wissenschaftliche Buchgesellschaft, Darmstadt 1966 (= Libelli. 146; Originaldruck in: Karl Bücher (Hrsg.): Festgaben für Albert Schäffle zur siebenzigsten Wiederkehr seines Geburtstages am 24. Februar 1901. Laupp, Tübingen 1901).
- Die Erde und das Leben. 1902.
- Über Naturschilderung. 1904; erweiterte und bearbeitete Neuausgabe: Über Natur- und Landschaftsschilderung. Eine gemeinverständliche Anleitung. Mahler, Stühlingen 2012, ISBN 978-3-941212-01-5.
- Erdenmacht und Völkerschicksal. Eine Auswahl aus seinen Werken. Herausgegeben und mit einer Einleitung von Karl Haushofer. Kröner, Stuttgart 1940.
- Glücksinseln und Träume. Gesammelte Aufsätze aus den Grenzboten. Fr. Wilh. Grunow, Leipzig 1905.
- Jugenderinnerungen. Herausgegeben von Friedhelm Kemp. Kösel, München 1966.